# Catharina van Zweden (heilige)

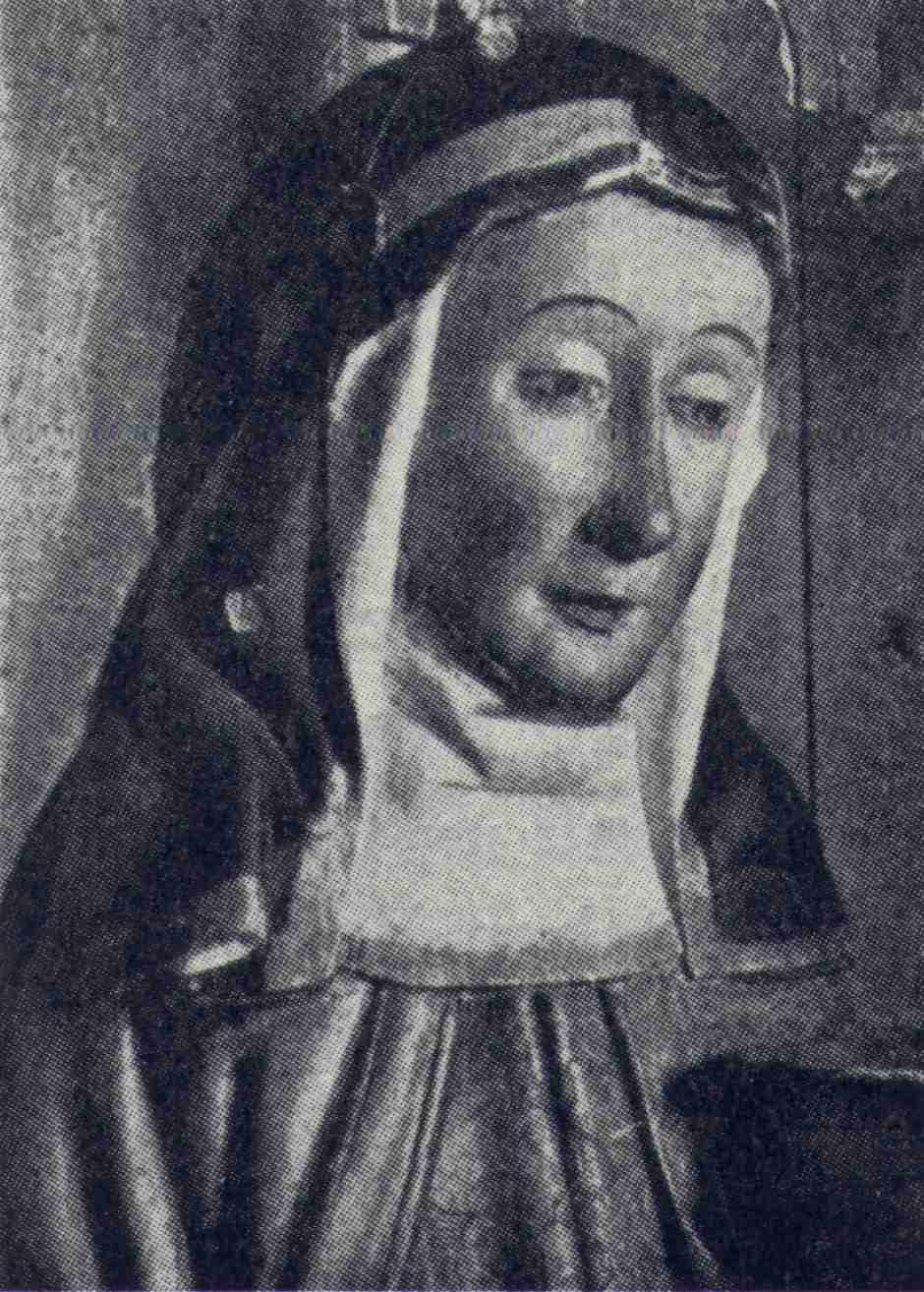
De heilige Catharina van Zweden

Catharina van Zweden, Catherine Vastanensis of Katarina van Vadstena (1332 – 1381) is de dochter van Birgitta van Zweden. Haar vader was Ulf Gudmarsson, heer van Närke. Ze huwde in 1345 op dertienjarige leeftijd met de edelman Eggard van Kyren. Tijdens de huwelijksplechtigheid legden ze de gelofte van kuisheid af.
Catharina reisde in 1349 met haar moeder naar Rome, om daar de nieuwe orde van de birgittinessen aan te vragen. Tijdens die reis overleed haar echtgenoot en sindsdien bleef ze bij haar moeder en trad in het klooster. Beiden bleven in Rome. Moeder en dochter zorgden voor een kloosterreformatie als reactie op de zedenverwildering van hun tijd. Catharina werd door tussenkomst van het H. Hart behoed voor een tweede huwelijk. Catharina zou het devotionele werk geschreven hebben dat is getiteld Troost van de Ziel (in middeleeuws Zweeds Siælinna tröst, oftewel Själens tröst in modern Zweeds).
Na de dood van Birgitta keerde Catharina terug naar Zweden en zorgde dat het gebeente van haar moeder in 1373 werd overgebracht van Rome naar Vadstena, het klooster van haar moeder waar ze nu zelf abdis van werd. Ze stierf in 1381. In 1484 werd ze heilig verklaard door paus Innocentius VIII. Ze is de patroonheilige van bescherming tegen abortus en miskramen. Haar feestdag wordt gevierd op 24 maart.